# Santo Domingo
Santo Domingo (originalmente, Santo Domingo de Guzmán) es la capital de la República Dominicana. La ciudad está situada sobre el mar Caribe, en la desembocadura del río Ozama, en la costa meridional de La Española a 155 km al sureste de Santiago. 
Fundada por Bartolomé Colón el 5 de agosto de 1496, en la margen oriental del río Ozama, y luego trasladada por Nicolás de Ovando en 1502 a la margen occidental del mismo río. Conocida por ser el primer asentamiento europeo permanente en América, y por ser la primera sede del gobierno de la Corona de Castilla en el Nuevo Mundo. Se encuentra dentro de los límites del Distrito Nacional, este último bordeado a su vez por tres costados por la provincia de Santo Domingo. Limita al sur con el mar Caribe, al este con el municipio Santo Domingo Este, al oeste con Santo Domingo Oeste y al norte con Santo Domingo Norte; entre todas forman el Gran Santo Domingo, cuya área metropolitana supera ya los 4 millones de habitantes, lo que la convierte en la más grande de la República Dominicana, de La Española y de las Antillas en su conjunto.
La ciudad fue designada como Capital Americana de la Cultura en 2010. Además, ha sido sede de importantes eventos deportivos, como los Juegos Panamericanos en 2003, los Juegos Centroamericanos y del Caribe en 1974, y en múltiples ocasiones, la Serie del Caribe.
En Santo Domingo se encuentran la primera catedral y el primer castillo de América; ambos ubicados en la Ciudad Colonial, zona declarada como Patrimonio de la Humanidad por la UNESCO. Gracias a esto, la ciudad, especialmente su centro histórico reciben aproximadamente un millón de visitantes internacionales cada año.
Hoy, Santo Domingo constituye el mayor centro cultural, financiero, político, comercial e industrial de la República Dominicana. Santo Domingo también sirve como el principal puerto del país. Uno de los puertos de la ciudad se encuentra en la desembocadura del río Ozama, acoge a los buques más grandes, y es capaz de recibir tráfico de pasajeros así como carga de mercancías.
Santo Domingo llevó el nombre de «Ciudad Trujillo» desde 1936 hasta 1961, debido a un cambio hecho por el dictador Rafael Leónidas Trujillo Molina.

## Municipios limítrofes
Municipios limítrofes:
|                            | Norte: Santo Domingo Norte |                          |
| Oeste: Santo Domingo Oeste |                            | Este: Santo Domingo Este |
|                            | Sur: Mar Caribe            |                          |

## Distritos municipales
Está formado por el distrito municipal de:
| Nombre                  | Código   |
| ----------------------- | -------- |
| Santo Domingo de Guzmán | 10010101 |

## Historia
Antes de que Cristóbal Colón descubriera la isla en 1492, los taínos poblaban la isla que llamaban Quisqueya («madre de todas las tierras») y Haití («tierra de altas montañas»), y que Colón renombró como La Española, que incluye la parte que hoy ocupa la República de Haití. En ese momento, el territorio insular se repartía en cinco cacicazgos: Marién, Maguá, Maguana, Jaragua e Higüey. Estos eran gobernados respectivamente por los caciques Guacanagarix, Guarionex, Caonabo, Bohechío, y Cayacoa.
El primer asentamiento se remonta a 1493, el período cuando se asentaron los primeros europeos en la isla, aunque fue fundada oficialmente entre el 4 y 5 de agosto de 1498 por Bartolomé Colón con el nombre de La Nueva Isabela, después de uno anterior construido por su hermano Cristóbal Colón. Ambos asentamientos llevaban su nombre en honor a la reina de Castilla Isabel I. Más tarde pasó a llamarse «Santo Domingo», en honor a Santo Domingo, quien fue el patrono de Domenico Colombo, padre de Cristóbal Colón. La ciudad llegó a ser conocida como la «puerta de entrada al Caribe».
Santo Domingo fue destruida por un huracán en 1502, y el nuevo gobernador Nicolás de Ovando la hizo reconstruir en otro sitio cercano. El diseño original de la ciudad y una gran parte de su muralla defensiva todavía se puede apreciar hoy en día en la Zona Colonial, declarada Patrimonio de la Humanidad por la UNESCO en 1990. La Zona Colonial, bordeada por el río Ozama, tiene también una impresionante colección de edificios del siglo XVI, incluyendo casas palaciegas e iglesias que reflejan el estilo arquitectónico de la época medieval.

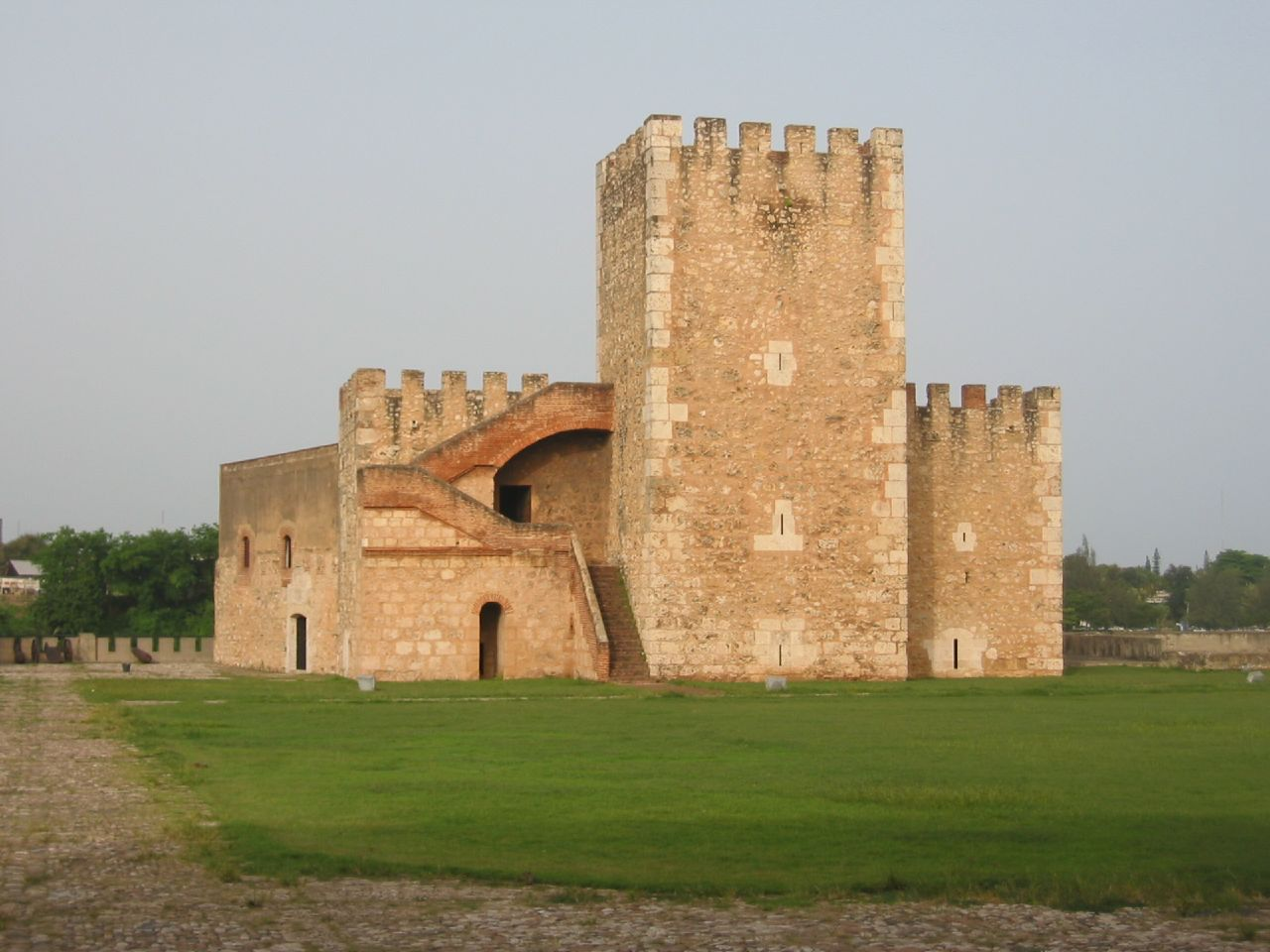
Fortaleza Ozama, uno de los edificios históricos en Santo Domingo, el cual data del 1502

Los edificios virreinales más importantes de la ciudad incluyen la Catedral de Santa María La Menor, llamada Catedral Primada de América, que establece su distinción, el Alcázar de Colón, primer castillo de América y residencia del Virrey de las Indias, Don Diego Colón, hijo de Cristóbal Colón; el Monasterio de San Francisco, las ruinas del primer monasterio en América; el Museo de las Casas Reales, el antiguo palacio del gobernador general, el palacio de la Real Audiencia; el parque Colón, una plaza histórica, la Fortaleza Ozama, la más antigua fortaleza en América; el Panteón de la Patria, un antiguo edificio jesuita que acoge los restos de varios insignes representantes de la Orden de los Dominicos, y la iglesia del convento dominico, el primer convento en América.
A lo largo de su primer siglo, Santo Domingo fue plataforma de gran parte de la exploración y conquista del Nuevo Mundo. El primer virreinato colombino de España, el Virreinato Indiano, tuvo como capital a la ciudad de Santo Domingo desde 1496 hasta 1535 cuando se abolió para dar paso al virreinato de Nueva España. A partir de este momento, la ciudad de Santo Domingo se convierte en la capital de la Capitanía General de Santo Domingo (1535-1820, 1861-1865).
En 1586, Francis Drake ocupó la ciudad exigiendo un rescate por la misma. La invasión y saqueo de Drake de La Española y con un dominio español debilitado, la capital fue abandonada y dejada a merced de los piratas por más de 50 años. Una expedición enviada por Oliver Cromwell en 1655 atacó la ciudad de Santo Domingo, pero fue derrotado y se retiró tomando Jamaica, en su lugar.

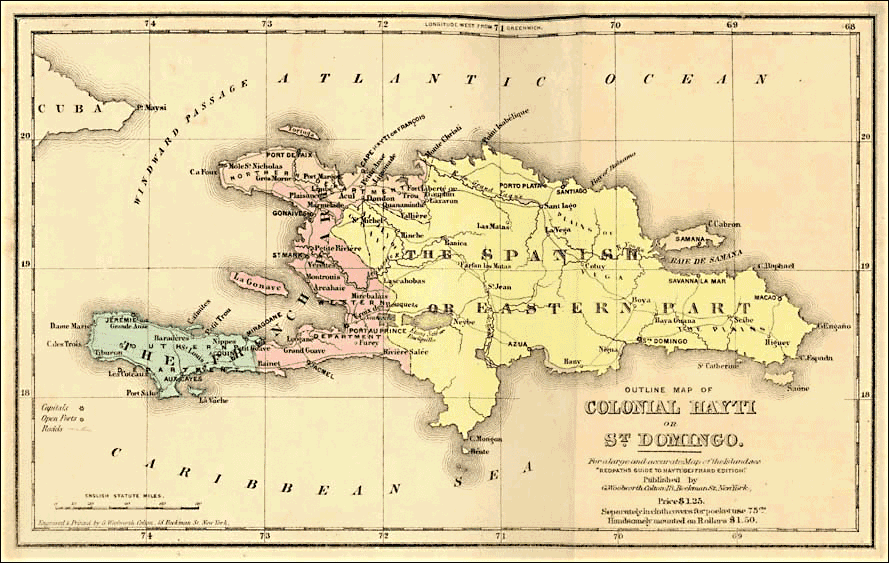
Mapa de La Española después del Tratado de Aranjuez de 1777. Aparecen coloreadas en amarillo las posesiones españolas y en naranja, rosado y verde los territorios cedidos a Francia.

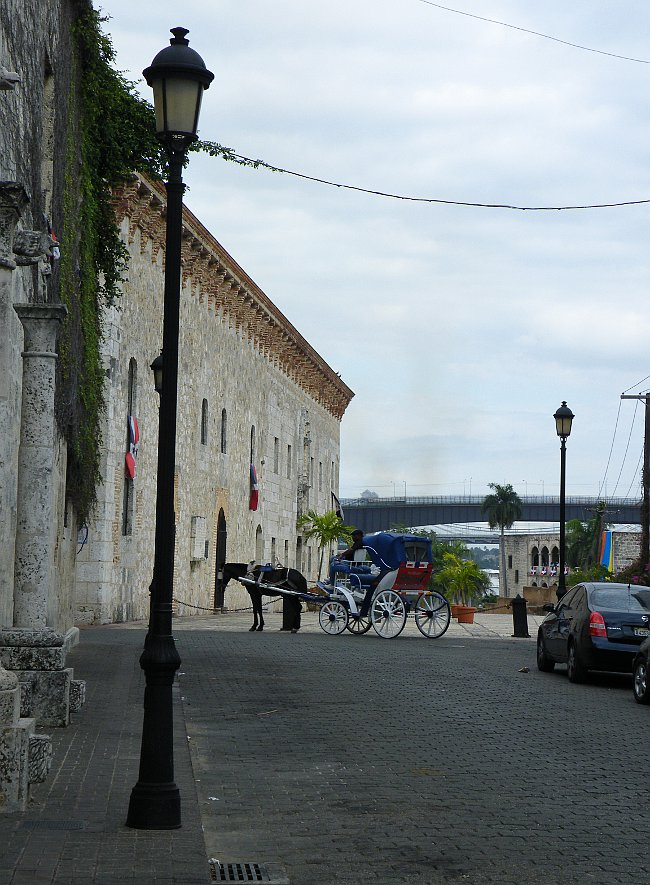
Museo de las Casas Reales

Desde 1795 hasta 1822 la ciudad cambió de mando varias veces. Fue cedida a Francia en 1795, ocupada por rebeldes haitianos en 1801, recuperada por Francia en 1802, y nuevamente recuperada por España en 1809. En 1821 Santo Domingo se convirtió en la capital del Estado Independiente del Haití Español. Dos meses más tarde el nuevo Estado fue ocupado por Haití. La ciudad y la Capitanía General en su conjunto perdieron gran parte de la población española como consecuencia de estos acontecimientos.
Santo Domingo se convirtió nuevamente en una nación libre, cuando los dominicanos obtuvieron su independencia de la dominación haitiana el 27 de febrero de 1844 ideada por el héroe nacional dominicano Juan Pablo Duarte. La ciudad fue un premio disputado por diversas facciones políticas en las décadas venideras de inestabilidad. Además, el país tuvo que librar múltiples batallas con Haití, la batalla del 19 de marzo, la del 30 de marzo, la de Las Carreras, y la de Beler, son algunos de las batallas más destacadas, dichos conflictos se mencionan en el himno nacional, también existen calles de la ciudad con el nombre de ellos. En 1861 el país regresó a manos españolas, quienes llegaron a un acuerdo con el jerarca dominicano Pedro Santana por el que este último ganó numerosos títulos honoríficos y privilegios, a cambio de la anexión de la joven nación a España. La guerra de Restauración Dominicana comenzó en 1863 sin embargo, en 1865 el país estaba libre nuevamente después que España se retirara.

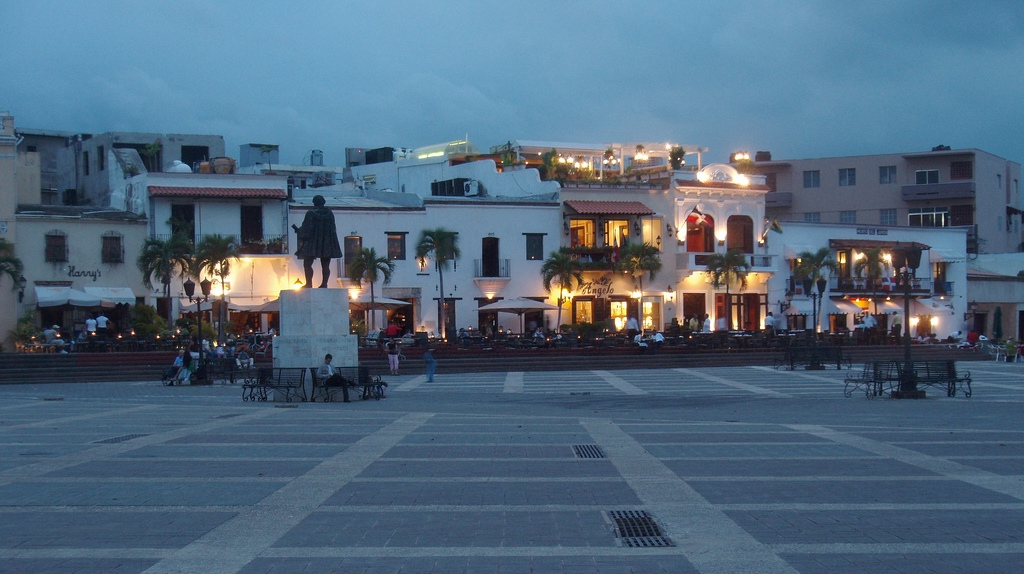
Plaza de España

Durante los dos tercios de siglo siguientes, Santo Domingo y la República Dominicana tuvieron muchos otros conflictos. los cambios de gobierno eran relativamente breves, a eso se le añade la ocupación por los Estados Unidos, 1916-1924. La ciudad fue golpeada por el huracán San Zenón en 1930, que causó grandes daños. Después de su reconstrucción, Santo Domingo fue conocida oficialmente como Ciudad Trujillo en honor al dictador Rafael Leónidas Trujillo, quien gobernó desde 1930 hasta 1961. Después de su asesinato en 1961 la ciudad pasó a llamarse de nuevo Santo Domingo. Volvió a ser escenario de la lucha contra la ocupación de los Estados Unidos en 1965.
En 1992 se conmemoró el 500.º aniversario, el quinto centenario del Descubrimiento de América. Fue construido el Faro a Colón con un costo aproximado de 400 millones de pesos dominicanos, fue erigido en Santo Domingo para esta ocasión.

## Geografía

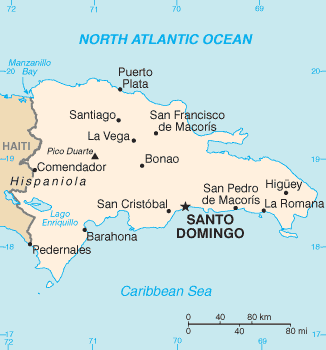
Mapa de la República Dominicana.

La capital de la República Dominicana se encuentra en la costa meridional de La Española y está bañada por las aguas del mar Caribe y del río Ozama, entre otros. Este río discurre a lo largo de 148 kilómetros antes de desembocar en el mentado mar. La posición de Santo Domingo en la ribera del Ozama fue de gran importancia para el desarrollo económico de la ciudad y el crecimiento del comercio durante la época virreinal. El río Ozama es donde se encuentra el puerto más activo del país.
La ciudad de Santo Domingo limita al norte con el río Isabela; al este con el río Ozama; al sur el mar Caribe; y al oeste desde el río Isabela siguiendo la Carretera de la Isabela hasta la Autopista Duarte continuando hasta la Kennedy con Luperón y continuando la Luperón hasta la Av. Independencia incluyendo la urbanización Costa Azul.

### Clima
Según la clasificación climática de Köppen, Santo Domingo tiene un clima monzónico (Am). La temperatura promedio varía un poco en la ciudad, debido a los vientos alisios tropicales que ayudan a mitigar el calor y la humedad durante todo el año. Gracias a estos vientos alisios, Santo Domingo, rara vez experimenta el calor sofocante y la humedad que se espera encontrar en un clima tropical (aunque esto ha variado debido al calentamiento global). Normalmente, diciembre y enero son los meses más frescos; y julio, agosto y septiembre son los más calientes. A pesar de tener un clima tropical y estar en medio del Caribe, Santo Domingo experimenta temperaturas frescas entre noviembre y marzo debido a las montañas cercanas y los frentes fríos que llegan desde el norte, cuando en algunos días la temperatura máxima no suele subir más de 25 °C y la mínima puede bajar a los 16 °C-18 °C.
Santo Domingo promedía 1445 mm de precipitación por año. Sus meses más secos son de enero a abril, sin embargo, debido a los vientos las precipitaciones se llegan a ver incluso durante estos meses. Debido a que su mes más seco es inferior a 60 mm, Santo Domingo entra en la categoría del clima tropical monzónico. Al igual que muchas otras naciones del Caribe, Santo Domingo es muy susceptible a los huracanes. La mínima registrada es de 6 °C (42.8 °F), y la máxima registrada 39 °C (103.1 °F).
| Parámetros climáticos promedio de Santo Domingo, República Dominicana                           | Parámetros climáticos promedio de Santo Domingo, República Dominicana | Parámetros climáticos promedio de Santo Domingo, República Dominicana | Parámetros climáticos promedio de Santo Domingo, República Dominicana | Parámetros climáticos promedio de Santo Domingo, República Dominicana | Parámetros climáticos promedio de Santo Domingo, República Dominicana | Parámetros climáticos promedio de Santo Domingo, República Dominicana | Parámetros climáticos promedio de Santo Domingo, República Dominicana | Parámetros climáticos promedio de Santo Domingo, República Dominicana | Parámetros climáticos promedio de Santo Domingo, República Dominicana | Parámetros climáticos promedio de Santo Domingo, República Dominicana | Parámetros climáticos promedio de Santo Domingo, República Dominicana | Parámetros climáticos promedio de Santo Domingo, República Dominicana | Parámetros climáticos promedio de Santo Domingo, República Dominicana |
| Mes                                                                                             | Ene.                                                                  | Feb.                                                                  | Mar.                                                                  | Abr.                                                                  | May.                                                                  | Jun.                                                                  | Jul.                                                                  | Ago.                                                                  | Sep.                                                                  | Oct.                                                                  | Nov.                                                                  | Dic.                                                                  | Anual                                                                 |
| ----------------------------------------------------------------------------------------------- | --------------------------------------------------------------------- | --------------------------------------------------------------------- | --------------------------------------------------------------------- | --------------------------------------------------------------------- | --------------------------------------------------------------------- | --------------------------------------------------------------------- | --------------------------------------------------------------------- | --------------------------------------------------------------------- | --------------------------------------------------------------------- | --------------------------------------------------------------------- | --------------------------------------------------------------------- | --------------------------------------------------------------------- | --------------------------------------------------------------------- |
| Temp. máx. abs. (°C)                                                                            | 32.5                                                                  | 32.4                                                                  | 33.0                                                                  | 34.5                                                                  | 39.5                                                                  | 35.7                                                                  | 36.0                                                                  | 35.0                                                                  | 35.0                                                                  | 35.3                                                                  | 33.8                                                                  | 33.0                                                                  | 39.5                                                                  |
| Temp. máx. media (°C)                                                                           | 29.2                                                                  | 29.2                                                                  | 29.6                                                                  | 30.2                                                                  | 30.4                                                                  | 30.8                                                                  | 31.3                                                                  | 31.5                                                                  | 31.4                                                                  | 31.1                                                                  | 30.6                                                                  | 29.6                                                                  | 30.4                                                                  |
| Temp. media (°C)                                                                                | 24.4                                                                  | 24.4                                                                  | 24.9                                                                  | 25.6                                                                  | 26.3                                                                  | 26.9                                                                  | 27.0                                                                  | 27.1                                                                  | 27.0                                                                  | 26.7                                                                  | 26.0                                                                  | 24.9                                                                  | 24.9                                                                  |
| Temp. mín. media (°C)                                                                           | 19.6                                                                  | 19.7                                                                  | 20.2                                                                  | 21.1                                                                  | 22.2                                                                  | 22.9                                                                  | 22.8                                                                  | 22.7                                                                  | 22.7                                                                  | 22.3                                                                  | 21.4                                                                  | 20.3                                                                  | 21.5                                                                  |
| Temp. mín. abs. (°C)                                                                            | 13.0                                                                  | 13.5                                                                  | 14.0                                                                  | 16.8                                                                  | 16.0                                                                  | 18.6                                                                  | 18.5                                                                  | 18.6                                                                  | 19.4                                                                  | 18.0                                                                  | 16.7                                                                  | 15.3                                                                  | 13.0                                                                  |
| Lluvias (mm)                                                                                    | 63.0                                                                  | 56.8                                                                  | 53.8                                                                  | 71.9                                                                  | 187.7                                                                 | 140.1                                                                 | 144.6                                                                 | 177.4                                                                 | 180.9                                                                 | 186.8                                                                 | 99.8                                                                  | 84.3                                                                  | 1447.1                                                                |
| Días de lluvias (≥ 1.0 mm)                                                                      | 7.6                                                                   | 6.3                                                                   | 6.3                                                                   | 7.0                                                                   | 11.3                                                                  | 10.3                                                                  | 11.4                                                                  | 12.0                                                                  | 11.8                                                                  | 13.0                                                                  | 9.4                                                                   | 9.0                                                                   | 115.4                                                                 |
| Horas de sol                                                                                    | 177.7                                                                 | 178.0                                                                 | 228.9                                                                 | 202.0                                                                 | 185.0                                                                 | 184.0                                                                 | 187.6                                                                 | 212.9                                                                 | 198.0                                                                 | 200.0                                                                 | 185.0                                                                 | 175.7                                                                 | 2313.3                                                                |
| Humedad relativa (%)                                                                            | 82.5                                                                  | 80.8                                                                  | 79.3                                                                  | 78.8                                                                  | 82.5                                                                  | 83.7                                                                  | 83.8                                                                  | 84.6                                                                  | 85.1                                                                  | 85.7                                                                  | 84.2                                                                  | 83.3                                                                  | 82.9                                                                  |
| Fuente n.º 1: World Meteorological Organization                                                 |                                                                       |                                                                       |                                                                       |                                                                       |                                                                       |                                                                       |                                                                       |                                                                       |                                                                       |                                                                       |                                                                       |                                                                       |                                                                       |
| Fuente n.º 2: NOAA (extremes and humidity) / http://www.santo-domingo.climatemps.com (sunshine) |                                                                       |                                                                       |                                                                       |                                                                       |                                                                       |                                                                       |                                                                       |                                                                       |                                                                       |                                                                       |                                                                       |                                                                       |                                                                       |

## Demografía
La demografía de Santo Domingo es similar a la del resto del país, salvo que la población de inmigrantes ilegales (principalmente haitianos) es más grande en esta ciudad debido a la relativa comodidad de encontrar trabajo y al dinamismo económico de la misma en comparación con las provincias. La ciudad de Santo Domingo también cuenta con comunidades de asiáticos (principalmente chinos), árabes (principalmente libaneses), europeos (principalmente españoles e italianos). Según datos, la capital Santo Domingo tiene un aproximado de 4,2 millones de habitantes, lo cual hace de esta urbe la más poblada de la República Dominicana, de La Española y de las Antillas en su conjunto.

### Clases sociales
El 5% de la población de Santo Domingo (Distrito Nacional) pertenece a estratos socioeconómicos altos, 20% a estratos medios y 75% a estratos bajos, comparado con el promedio nacional de 7%, 25 % y 68%, respectivamente.

## Política y gobierno

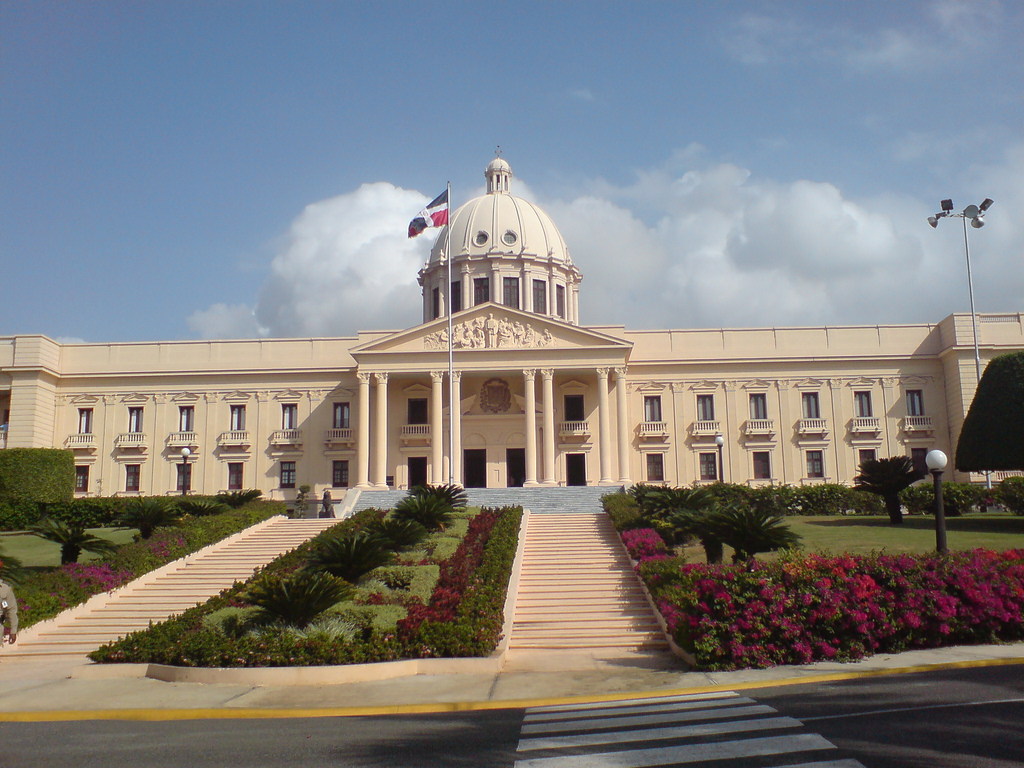
Palacio Nacional

Santo Domingo es la sede del gobierno nacional de la República Dominicana. El Palacio Nacional, que es la oficina del Presidente, así como el Congreso Nacional, se encuentran en el área metropolitana. La actual alcaldesa de la ciudad es Carolina Mejía de Garrigó. La ciudad es administrada por el Ayuntamiento del Distrito Nacional, que se encarga de las funciones municipales. La Policía Nacional y Policía de turismo (POLITUR) tienen la tarea de hacer cumplir la seguridad de la ciudad.

## Desarrollo económico

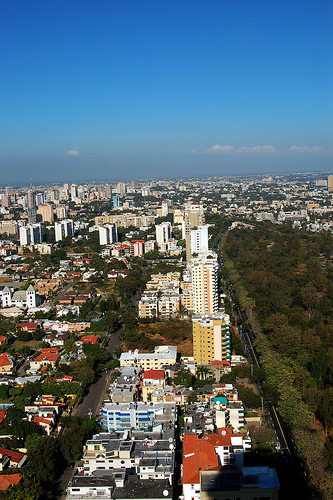
La avenida Anacaona, en Los Cacicazgos, es actualmente reconocida como una de las zonas de mayor desarrollo económico y de mayor renta per cápita de Santo Domingo y de la República Dominicana.

Hoy en día, Santo Domingo es la metrópolis más importante del país y de la isla, dado su PIB paridad de poder adquisitivo de 90.000 millones de dólares.
Santo Domingo es el centro cultural, financiero, político y comercial de la República Dominicana. La ciudad atrae a muchas empresas internacionales y franquicias debido a su ubicación geográfica y estabilidad económica; las sedes principales u oficinas regionales de dichas empresas suelen también estar localizadas en Santo Domingo. La ciudad, además, cuenta con el principal y más antiguo puerto del país: el Puerto de Santo Domingo, ubicado en la costa sur central, en la desembocadura del río Ozama.

La infraestructura es adecuada para la mayoría de las operaciones de negocio, sin embargo, los cortes de energía siguen siendo un problema en ciertas partes de la ciudad. Un elemento clave que ha ayudado al desarrollo de la ciudad es su excelente infraestructura de telecomunicaciones. En los últimos años la República Dominicana ha disfrutado de un sistema moderno de telecomunicaciones, debido a su privatización e integración con el sistema de los EE. UU.

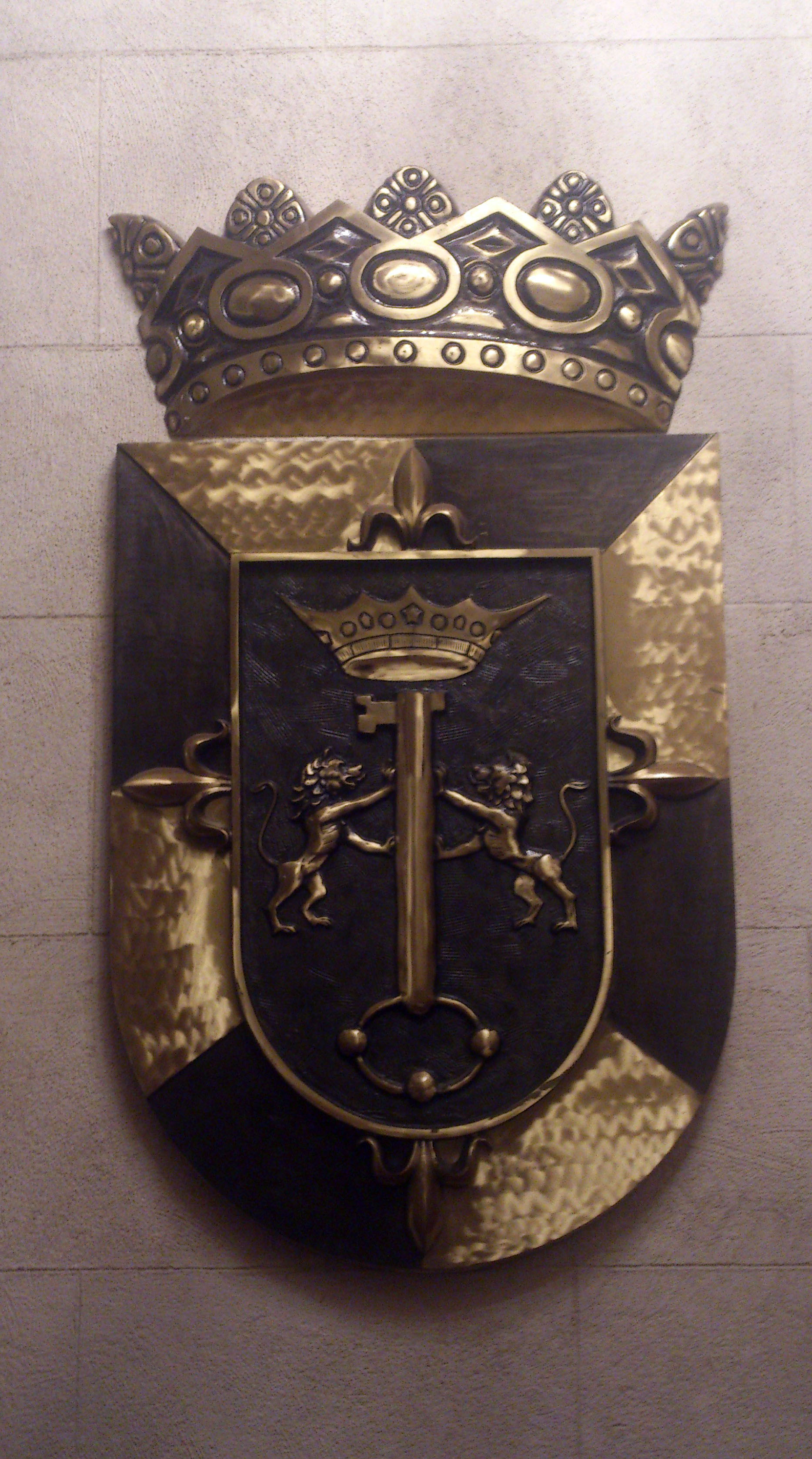
Escudo de Armas de Santo Domingo de Guzmán

El crecimiento económico de la ciudad es muy notable en el aumento de la construcción de torres, centros comerciales, autopistas, y en el aumento en la actividad comercial.
Santo Domingo tiene una gran brecha social, que va desde los extremadamente pobres a los muy ricos. Las áreas de mayor desarrollo económico se encuentran en el Polígono Central de la ciudad, que está bordeado por la Avenida John F. Kennedy hacia el norte, la Avenida 27 de Febrero al sur, la Avenida Winston Churchill el oeste y la Avenida Máximo Gómez hacia el este, la avenida Anacaona y la Sarasota al sur, y se caracteriza por sus zonas principalmente residenciales y por su muy activa vida nocturna.
Algunas zonas residenciales a destacar son: "Naco", "Arroyo Hondo", "Piantini", "Urb. Fernández", "Ens. Julieta", "Paraíso", "Las Praderas", "Los Prados", "La Julia", "Bella Vista", "Los Cacicazgos", "Urbanización Real", "Mirador Sur", entre otros sectores, que consisten sobre todo de edificios costosos y casas de lujo, que contrasta con otros sectores en las afueras de la ciudad, como Gualey y Capotillo que están menos desarrollados económicamente.
Bella Vista y La Esperilla son actualmente los sectores con mayor crecimiento y con grandes mega-proyectos. Gascue pertenece a la zona sureste más tradicional de la ciudad y se caracteriza por sus construcciones que datan de la década de 1930 hasta la década de 1960.
Los centros comerciales de la ciudad se encuentran principalmente en la Avenida Winston Churchill, donde se encuentran plazas, como Acrópolis Center, Blue Mall, los grandes supermercados. También es la sede de la mayor parte de los bancos comerciales, como el Banco Popular Dominicano, Scotiabank, Citibank, Banco BHD León, Banco del Progreso, Banreservas, ente otros. La Avenida 27 de Febrero se considera la avenida más importante de la ciudad. Las plazas comerciales más antiguas de la ciudad son la Plaza Central y Plaza Naco, esta última sirvió como el primer centro comercial en la ciudad. Sambil es uno de los más recientes centros comerciales construidos en la ciudad, la cual atrae a muchas de las familias de ingresos medios y bajos. La ciudad cuenta con una bolsa de valores establecida a finales de los años 1990.

### Plazas y centros comerciales
- Acropolis Center
- Ágora Mall
- Bella Vista Mall
- Blue Mall
- Diamond Mall
- Galería 360
- Malecon Center
- Novo-Centro
- Plaza Central
- Plaza Las Américas
- Plaza Naco
- Sambil
- Silver Sun Gallery
- Coral Mall
- Downtown Center
- Occidental Mall

## Sanidad

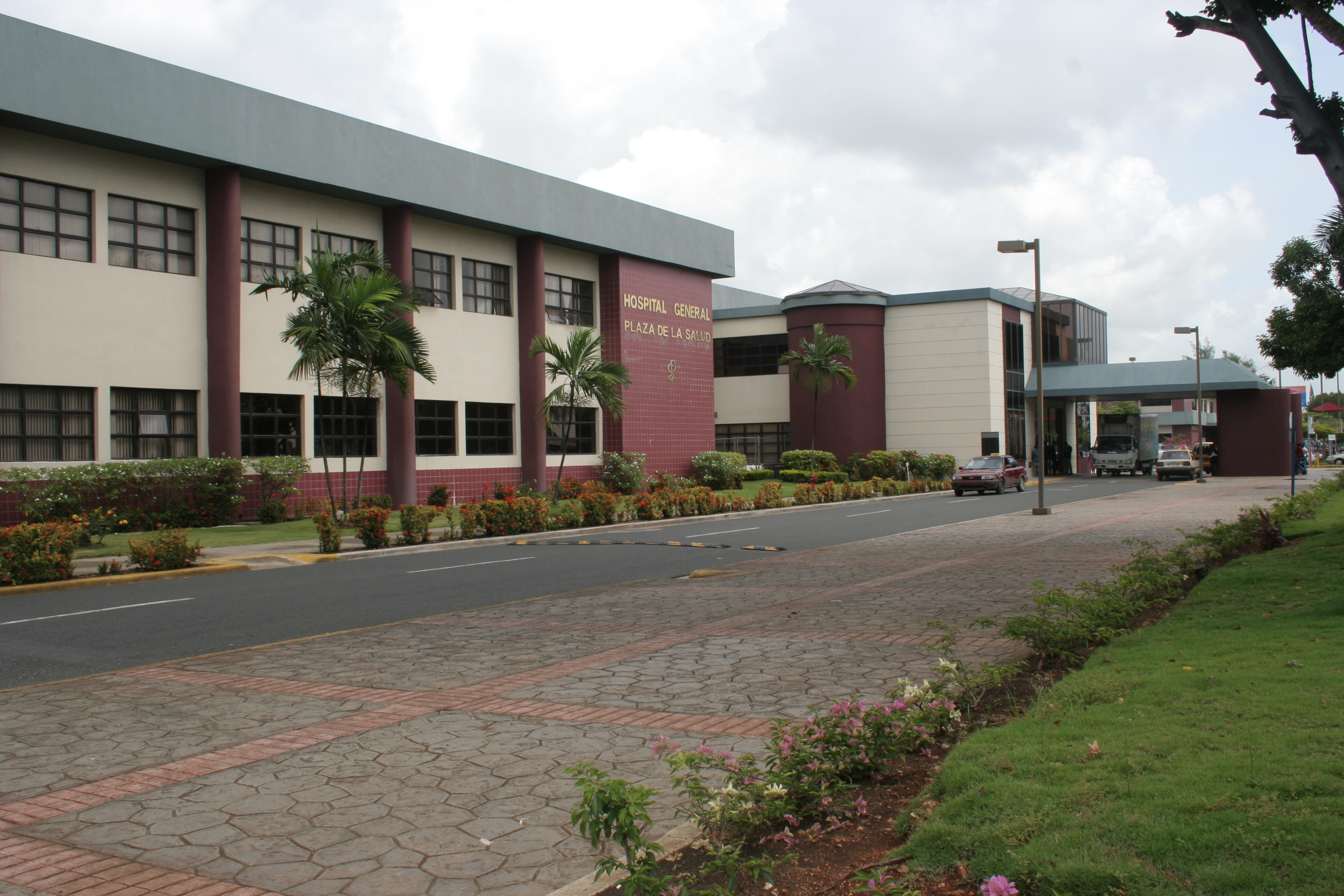
El Hospital General de la Plaza de la Salud, es una de las instituciones sanitarias más importantes en la ciudad

En la ciudad existen varios centros de salud tanto públicos como privados.
Entre los privados están:
- Centro de Diagnóstico, Medicina Avanzada y Telemedicina (CEDIMAT)
- Centro de Medicina Avanzada Dr. Abel González
- Centro de Oftalmología Avanzado y Cirugía Láser
- Centro Médico Alcántara y González
- Centro Médico Antillano
- Centro Médico Corominas Pepin
- Centro Médico del Caribe
- Centro Médico Dominicano
- Centro Médico Domínico-Cubano
- Centro Médico Dr. Escaño
- Centro Médico Gazcue
- Centro Médico Moderno
- Centro Médico Real
- Centro Médico Richardson Cruz
- Centro Médico UCE
- Centro Médico Odont. Amer. Centrodom- Don Bosco
- Centro Médico Odont. Amer. Centrodom- Paraíso
- Clínica Abreu
- Clínica Corazones Unidos
- Clínica Gómez Patiño
- Clínica Independencia
- Clínica Rodríguez Santos
- Clínica San Rafael
- Grupo Médico San Martín
- Servicios Dominicanos de Salud
- Centro de Obstetricia y Ginecología

Entre los públicos están:
- Hospital Central de las Fuerzas Armadas
- Hospital Docente Padre Billini
- Hospital Dr. Francisco Moscoso Puello
- Hospital Dr. Luis E. Aybar (Morgan)
- Hospital Infantil Dr. Robert Reid Cabral
- Hospital de Maternidad Nuestra Señora de la Altagracia
- Hospital Dr. Darío Contreras
- Hospital de Maternidad de Los Mina
- Hospital Marcelino Vélez de Herrera
- Hospital Dr. Vinicio Calventi

Centros de salud sin ánimo de lucro:
- Clínica Dr. Cruz Jiminián
- Hospital General de la Plaza de la Salud
- Instituto Nacional de Diabetes, Endocrinologia y Nutrición (INDEN)
- Instituto Dermatológico y de Cirugía de Piel Dr. Huberto Bogaert Díaz
- Instituto Dominicano de Cardiología
- Instituto de Oncología Dr. Heriberto Pieter
- Hospital General Dr. Moscoso Puello

## Educación

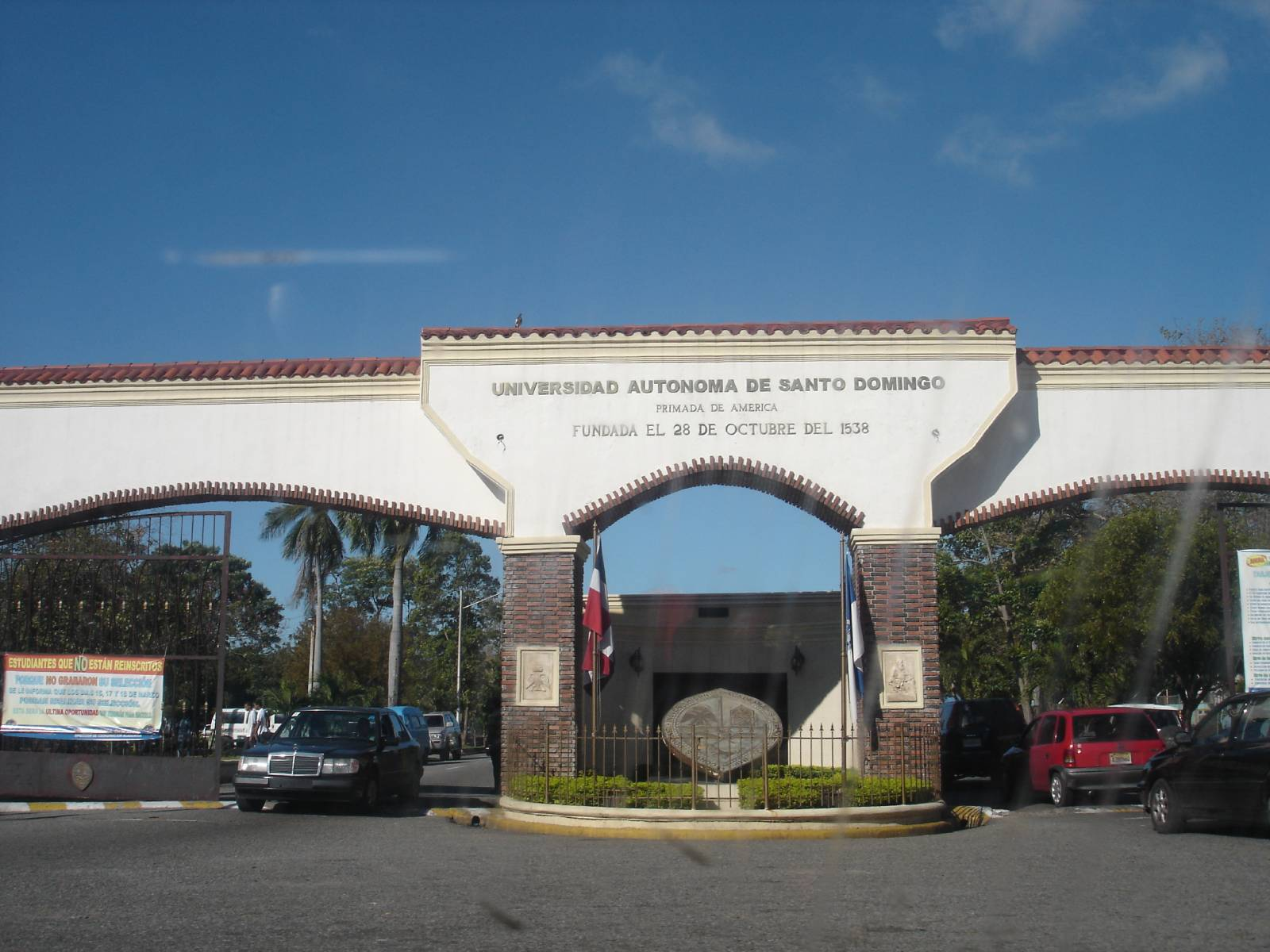
Entrada este de la Universidad Autónoma de Santo Domingo, principal centro de estudios superiores en Santo Domingo.

Santo Domingo es sede de varias universidades: La Universidad Autónoma de Santo Domingo (UASD) es la principal de la ciudad y única universidad pública del país. Santo Domingo tiene el porcentaje más alto de residentes con un grado de educación superior de la República Dominicana.
Otros centros de estudio son:
- Pontificia Universidad Católica Madre y Maestra (PUCMM), Recinto Santo Tomás de Aquino
- Instituto Tecnológico de Santo Domingo (INTEC)
- Universidad Iberoamericana (UNIBE)
- Universidad Nacional Pedro Henríquez Ureña (UNPHU)
- Universidad APEC (UNAPEC)
- Universidad Católica de Santo Domingo (UCSD)
- Universidad Federico Henríquez y Carvajal (UFHEC)
- Universidad Tecnológica de Santiago (UTESA), Recinto Santo Domingo de Guzmán
- Instituto Tecnológico de las Américas (ITLA)
- Instituto Nacional de Formación Técnico Profesional (INFOTEP)
- Instituto Técnico Superior Comunitario (ITSC)
- Instituto de Ciencias Exactas (INCE)
- Instituto Nacional de Administración Pública (INAP)
- Instituto Técnico Salesiano (ITESA)
- Universidad Adventista Dominicana (UNAD)
- Universidad Abierta para Adultos (UAPA)
- Universidad de la Tercera Edad (UTE)
- Universidad del Caribe (UNICARIBE)
- Universidad Eugenio María de Hostos (UNIREMHOS)
- Universidad Instituto Cultural Domínico Americano (UNICDA)
- Universidad Interamericana (UNICA)
- Universidad Nacional Tecnológica (UNNATEC)
- Universidad Odontológica Dominicana (UOD)
- Universidad Organización y Método (O&M)
- Universidad Psicología Industrial Dominicana (UPID)
- Universidad Nacional Evangélica (UNEV)
- Academia de Diseño de Santo Domingo (ADSD)

## Transporte
Santo Domingo cuenta con una variedad de sistemas de transporte informal. Estos incluyen motoconchos (motocicletas que llevan uno o dos pasajeros), autobuses (conocidos como voladoras o guaguas), y carros públicos o conchos (una especie de taxis colectivos que se detienen a recoger pasajeros en las calles). Sin embargo, hay un servicio de autobuses proporcionados por el gobierno llamado Oficina Metropolitana de Servicios de Autobuses (OMSA), que cuenta con una flota de autobuses y paradas determinadas, algunos con aire acondicionado. 
El servicio opera rutas largas que atraviesan el área metropolitana y son muy populares entre los pobres y la clase media. Cuenta además con sistemas de transporte colectivo como el Metro de Santo Domingo en sus 2 líneas: la primera que va desde Santo Domingo Norte a la feria y la segunda desde el Kilómetro 9 en la autopista Duarte.

### Sistema de carreteras
Santo Domingo es la terminal de cuatro de las cinco carreteras nacionales. La ciudad está conectada con el suroeste de la República por la carretera RD-2 (avenida George Washington/la Autopista 30 de mayo), y con las ciudades del noroeste del país por la RD-1 (Expreso Kennedy/Corredor Duarte), la cual sirve de enlace directo a la ciudad de Santiago de los Caballeros. RD-3 (Expreso 27 de febrero/Autopista de Las Américas) que conecta Santo Domingo directamente con el oriente del país, incluyendo las ciudades de San Pedro de Macorís, La Romana, y los sitios turísticos principales como Punta Cana y Bávaro, y con la provincia de Samaná (en el noreste) a través de la carretera de Samaná o RD-7, además de la Autopista 6 de noviembre o RD-6 que conecta directamente la ciudad con San Cristóbal al sur y la carretera nacional RD-4, esta conecta a Santo Domingo con otras ciudades como Hato Mayor y El Seibo en el levante del país.

#### Avenidas principales
Este-oeste:
- Avenida John F. Kennedy: cruza el Distrito Nacional de este a oeste en la parte norte-centro. La vía está compuesta de un total de diez carriles, cinco en cada lado. Los dos carriles del centro de la vía son carriles expresos que facilitan transitar la ciudad y cuenta con varios cruces en forma de elevados y pasos a desnivel.

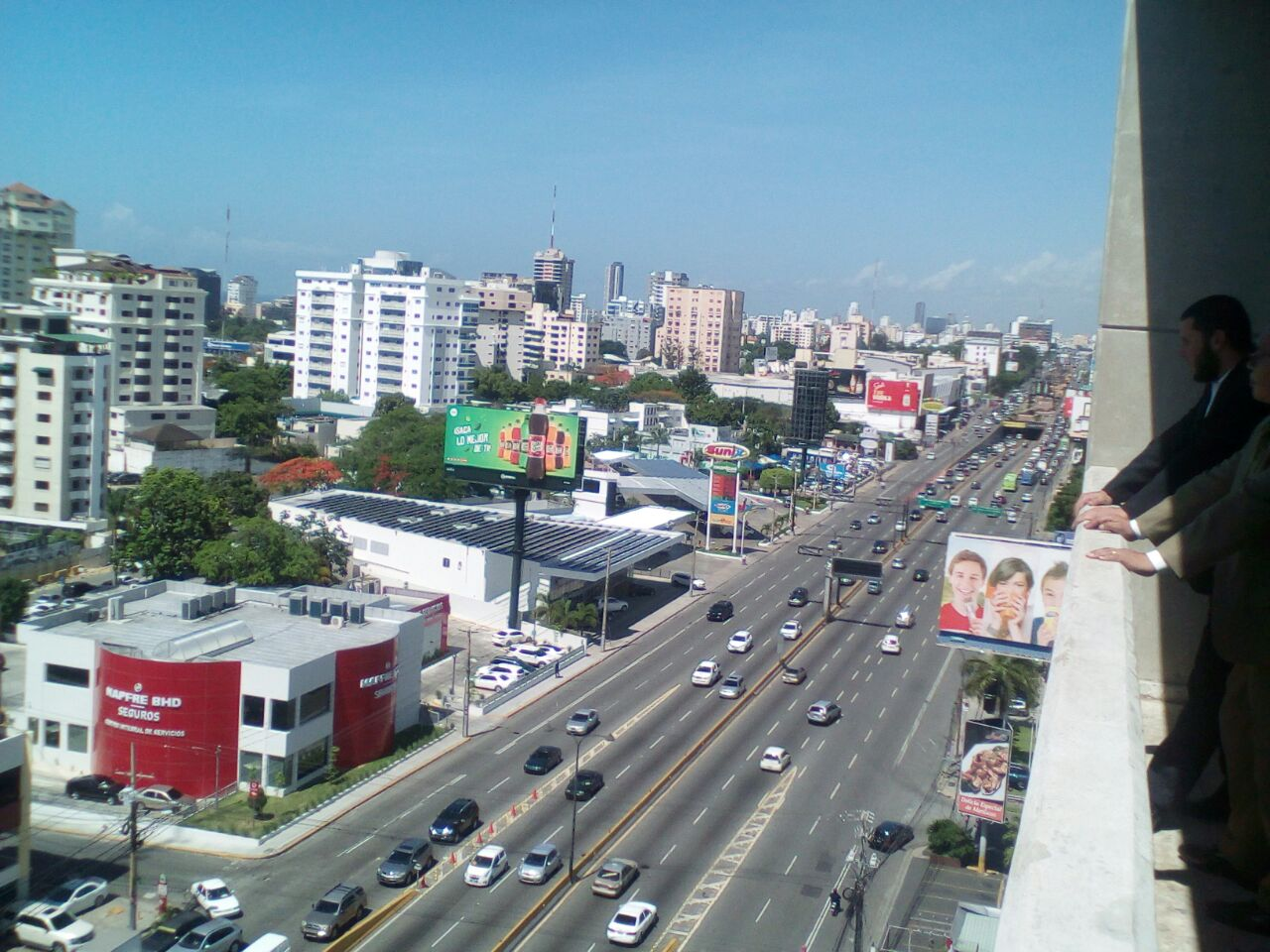
Avenida 27 de Febrero

- Avenida 27 de Febrero: cruza el Distrito Nacional de este a oeste en la parte céntrica de todo Santo Domingo. Comienza en el Puente Juan Bosch y atraviesa toda la ciudad hasta llegar a la rotonda de la Plaza de la Bandera, donde se prolonga hasta el municipio de Santo Domingo Oeste y termina en la Autopista Duarte. La vía está compuesta de doce carriles en total, seis en cada lado. Los cuatro carriles en el centro de la vía son expresos que facilitan transitar la ciudad de este a oeste, contando con varios cruces en forma de elevados, pasos desnivel y túneles. Además, los carriles al lado de las aceras son exclusivos de autobuses y los demás son carriles locales.
- Avenida Bolívar: se extiende desde el parque Independencia hasta llegar al cruce con la Avenida Winston Churchill. En toda su extensión, esta avenida está compuesta de tres carriles locales de una vía en dirección este-oeste.
- Avenida Independencia: se extiende desde el cruce con la Autopista 30 de Mayo hasta el Parque Independencia. La vía está compuesta de un total de cuatro carriles (dos en dirección este y dos en dirección oeste) desde el cruce con la Autopista 30 de Mayo hasta el cruce de la Avenida Italia. Desde el cruce con Av. Italia hasta el Parque Independencia, la avenida se convierte en una vía en dirección este y sólo contiene tres carriles.

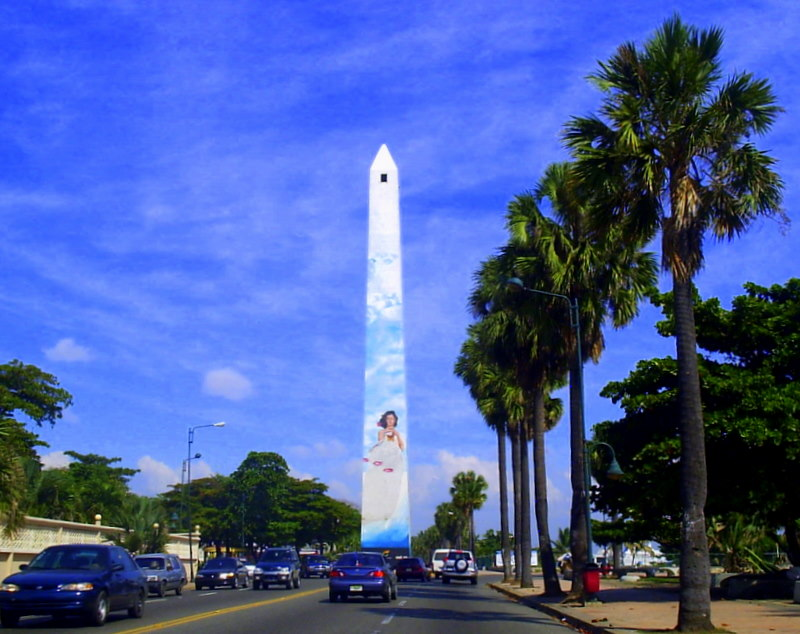
Av. George Washington

- Avenida George Washington: es popularmente conocida como «El Malecón» por ser la avenida que forma parte del litoral de la ciudad. La avenida se extiende desde la Calle Palo Hincado hasta el cruce con la Av. Lincoln; desde ese punto hasta el río Haina se extiende la Autopista 30 de mayo, también se incluye el Paseo Presidente Billini, que inicia en la calle Palo Hincado y se une a la Avenida del Puerto que bordea la margen occidental del río Ozama. En toda su extensión la vía está compuesta de cuatro carriles (dos en ambos lados). En esta avenida se pueden encontrar los hoteles más exclusivos de la ciudad, varios casinos, el imponente complejo mixto Malecón Center, el obelisco y el Parque Eugenio María de Hostos. Muy popular por la celebración del carnaval.

Norte-sur:
- Avenida Winston Churchill: se extiende desde la Av. Kennedy hasta la Av. 27 de febrero, de ahí sigue como la Avenida Jiménez Moya hasta llegar al Centro de los Héroes y por último el malecón. Esta vía se distingue por sus palmas datileras que están plantadas en sus aceras. En toda su extensión la vía está compuesta de seis carriles (tres en cada lado) y una amplia y arbolada mediana popularmente conocida como «Bulevar de la Churchill» y dentro de este el Bulevar de las Estrellas.

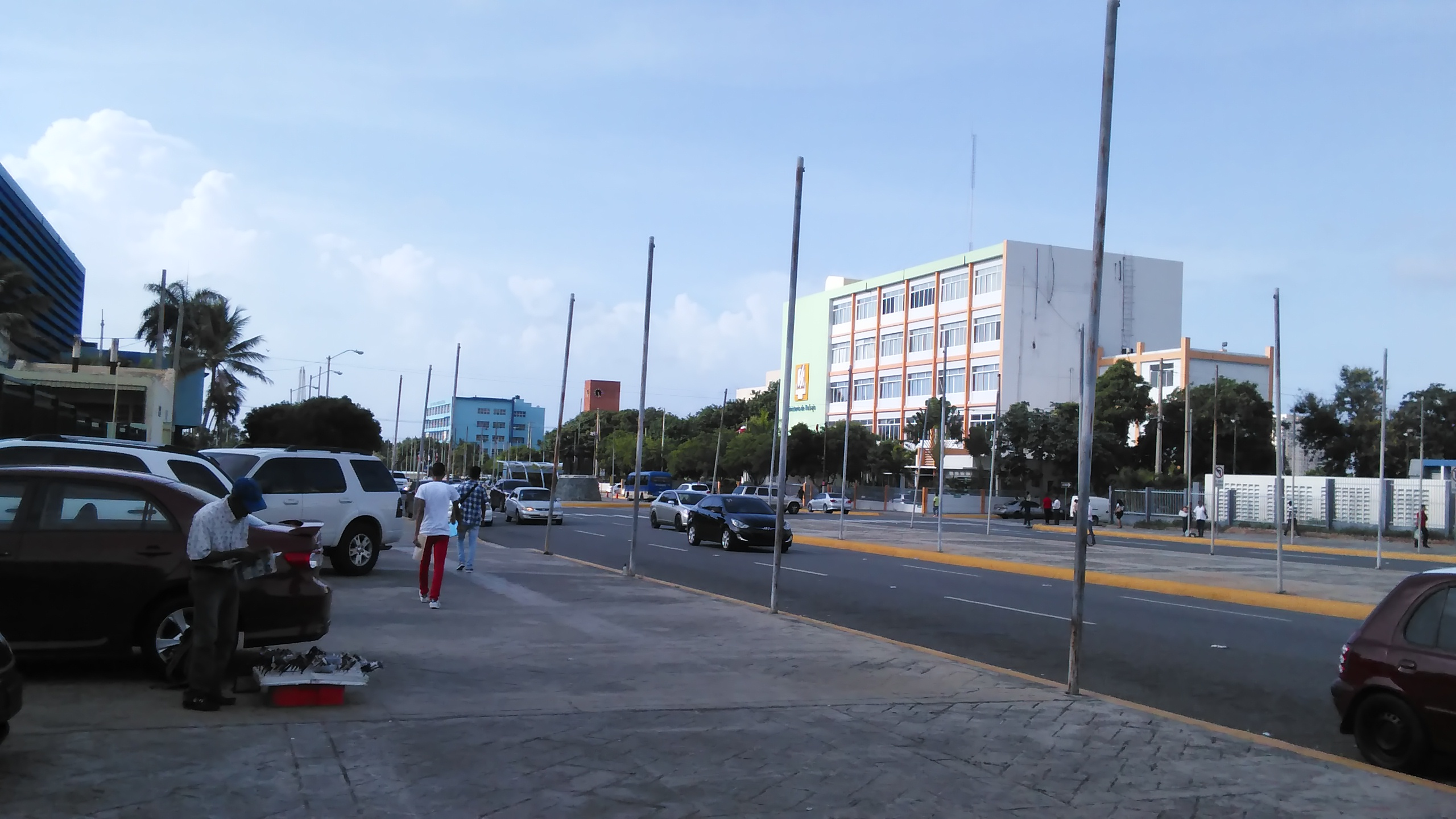
Av. Jiménez Moya en el Centro de los Héroes

- Avenida Abraham Lincoln: se extiende desde la Av. Kennedy hasta el malecón. La vía está compuesta de seis carriles (tres en cada lado) y una media con palmas cana. A lo largo y ancho de esta avenida están ubicadas varias edificaciones, clubes, restaurantes y comercios.
- Avenida Ortega y Gasset: se extiende desde la Paseo de los Reyes Católicos hasta la Av 27 de febrero. La vía está compuesta de cuatro carriles, dos en cada lado. En esta vía se encuentra el Centro Olímpico y la Plaza de la Salud.
- Avenida Tiradentes: se extiende desde el malecón en el sur, atravesando la Universidad Autónoma de Santo Domingo. Sigue hacia el norte pasando por la Av. 27 de febrero, la Av. John F. Kennedy, y continuando hacia el norte por el Estadio Quisqueya y llegamos hasta el parque zoológico.
- Avenida Luperón: se extiende desde la Av. Kennedy hasta la Autopista 30 de Mayo en el extremo occidental de Santo Domingo. La vía está compuesta de ocho carriles, cuatro en cada lado y una mediana arboleada. Algunos lugares de interés localizados en esta avenida incluye el Centro Gallístico, la zona industrial de Herrera, y la Plaza de la Bandera.
- Avenida Máximo Gómez: se extiende desde el Puente Presidente Peynado hasta el Malecón. La vía está compuesta de cuatro carriles, dos en cada lado. Importantes edificaciones y puntos de interés que se pueden encontrar en esta vía son el Cementerio Nacional, la Plaza de la Cultura que alberga el Teatro Nacional, y el Palacio de Bellas Artes. También se encuentran las universidades UTESA y UNAPEC, así como también la sede del Banco Popular y el hotel cinco estrellas "Hotel Barceló Santo Domingo".
- Avenida Duarte: se extiende desde el cruce Avenida de los Mártires y Paseo de los Reyes Católicos hasta la Calle Padre Billini en la Zona Colonial. La avenida está compuesta de tres carriles en una vía dirección norte a sur que se convierte en un carril al entrar a la Zona Colonial. Esta avenida es la principal vía comercial para personas de bajos recursos económicos de toda la zona metropolitana con grandes almacenes, restaurantes, y tiendas que ofrecen bienes y servicios a modestos precios. En "la Duarte" (como se conoce popularmente) se puede encontrar el Mercado Nuevo, el Parque Enriquillo, la Plaza Comercial Duarte y el Barrio Chino de Santo Domingo.
- Avenida Nicolás de Ovando: se encuentra ubicada en la parte norte de Santo Domingo empezando en la rotonda del sector Cristo Rey, y hace esquina con las avenidas Ortega y Gasset, Máximo Gómez, Duarte y Arbert Thomas, entre otras; culminando en el sector de Simón Bolívar. Esta avenida se caracteriza por tener muchos puestos de ventas de repuestos mecánicos.

#### Corredor Duarte
El Corredor Duarte se considera una de las obras de infraestructura y de agilización de tránsito de vehículos más importantes para la ciudad, con un costo de US$203 millones. El proyecto Corredor Duarte consiste en la construcción de seis elevados que agilizarán el tránsito de vehículos tanto en el Distrito Nacional como en la provincia Santo Domingo.
El Corredor Duarte facilitaría el desplazamiento de más de 800 000 vehículos por los cruces de la Autopista Duarte con la Carretera de Manoguayabo y la Avenida Monumental; Avenida John F. Kennedy con Avenida Núñez de Cáceres y Calle Dr. Fernando A. Defilló; Avenida 27 de febrero con Avenida José Ortega y Gasset; y Avenida Charles de Gaulle con Autopista de San Isidro.

### Teleférico de Santo Domingo
El Teleférico de Santo Domingo luego de una inversión de tres mil millones de pesos fue abierto al público a finales del 2018. El moderno sistema de transporte con un total de 5 kilómetros, cuenta con cuatro estaciones que benefician a residentes de Santo Domingo Norte, Santo Domingo Este y el Distrito Nacional, sobre todo aquellos que residen en zonas vulnerables cercanas al río Ozama.
La primera estación en el sector de Gualey, conecta con el Metro; se construyó en el terreno que fue en primera ocasión destinado para la construcción de un centro para atender a personas con enfermedades mentales, un proyecto del Despacho de la primera dama. La segunda está en el barrio Los Tres Brazos, la tercera en Sabana Perdida y la cuarta en la avenida Charles de Gaulle del municipio Santo Domingo Norte. Según URBE, con este sistema de cable aéreo los usuarios pueden ahorrase 30 minutos de viaje y 30 % en el costo del pasaje. Actualmente transporta unos 12 000 pasajeros diarios en promedio y es un importante alimentador del Metro ya que con el mismo pasaje los usuarios pueden hacer trasbordo desde y hacia el metro sin pago adicional.

### Metro

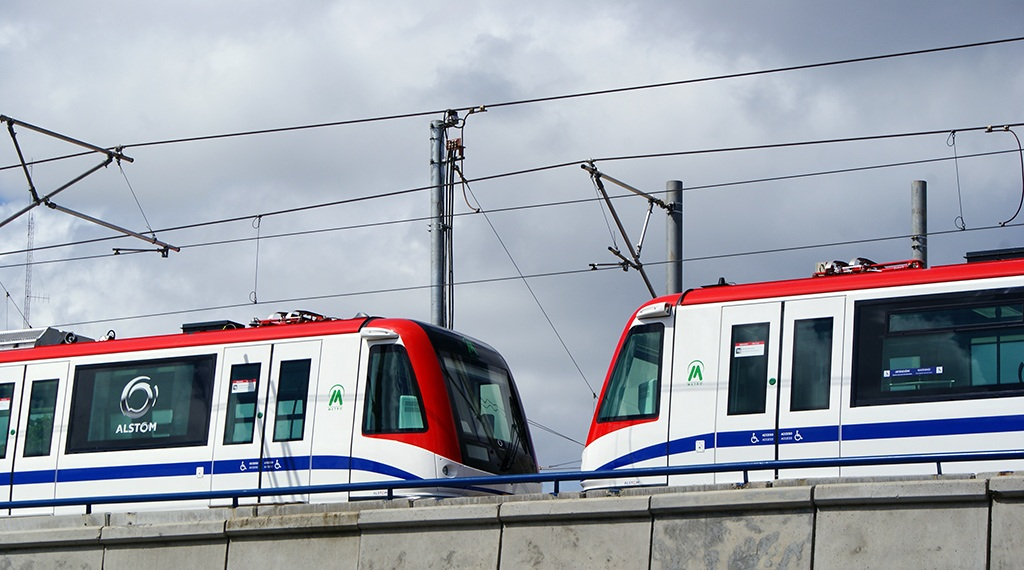
Metro de Santo Domingo

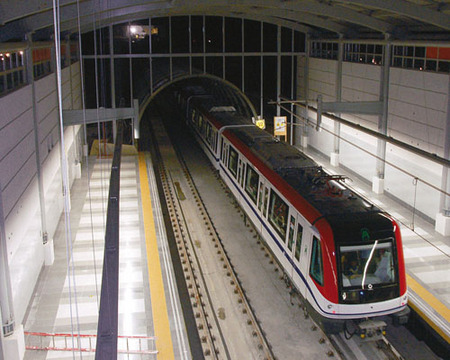
Metro

El Metro de Santo Domingo es un sistema de transporte masivo subterráneo y elevado que consistirá en seis líneas. La primera línea y segunda líneas ya están en servicio y tienen una longitud combinada de unos 30 km. La línea uno empieza de forma elevada en Villa Mella (Santo Domingo Norte), atravesando la Av. Hermanas Mirabal; continúa por la Av. Máximo Gómez hasta la Av. Correa y Cidrón y termina en el Centro de Los Héroes, cerca del Malecón.
La segunda línea, recorre en dirección este-oeste por debajo del Expreso Kennedy, desde la Av. San Vicente de Paul, esquina Av. Mella, continuando por la Av. Padre Castellanos, Expreso V Centenario, Av. John F. Kennedy hasta el km 9 de la Autopista Duarte con Av. Gregorio Luperón. 
La tercera línea también se ejecutará en una dirección este-oeste, por debajo del Expreso 27 de febrero.
El metro de Santo Domingo transporta diariamente a más de 300 000 pasajeros, sin embargo hay días laborables de alta demanda en los cuales llega a transportar casi 400 000.

### Puerto Santo Domingo: Sans Souci

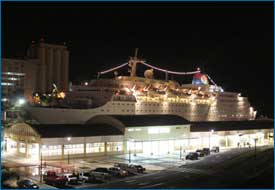
Terminal Don Diego

El Puerto Santo Domingo está situado a orillas del río Ozama. Su ubicación en el centro del Caribe es perfecta para planeamientos de itinerarios flexibles, al igual que transferencias fáciles y diversas acomodaciones, debido a la excelente infraestructura vial y aeroportuario en la región de Santo Domingo. El puerto está preparado para operaciones de puerto madre como de tránsito.
El puerto ha sido totalmente renovado como parte de un proyecto de rehabilitación urbana que apunta a la integración del área del puerto con la Ciudad Colonial, para crear un destino atractivo para cruceros, yates y turismo en general.

## Museos

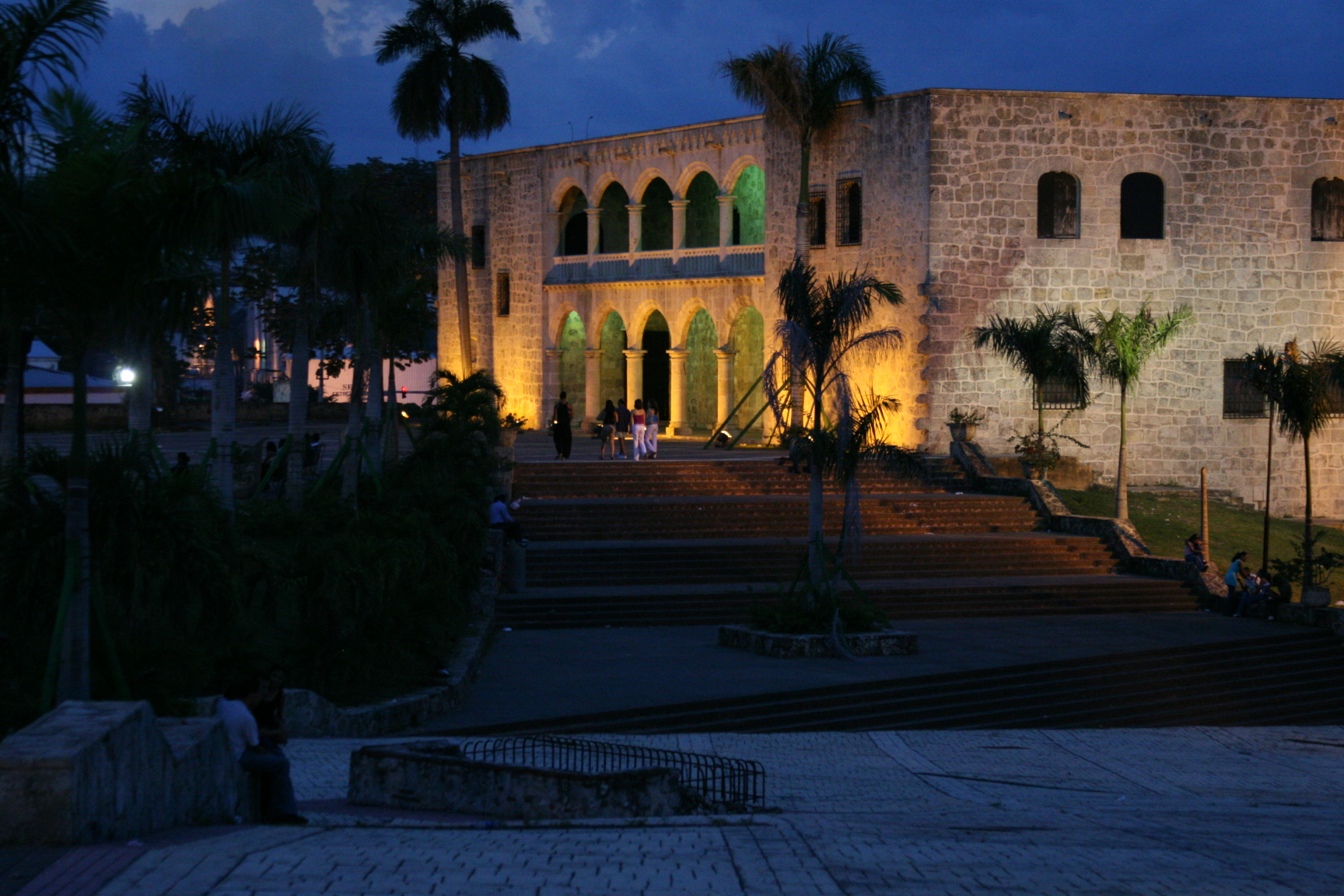
Alcázar de Colón en la Ciudad Colonial

Santo Domingo es la sede de numerosos museos dedicados a la historia de la República Dominicana. La mayoría de ellos están dentro de la Zona Colonial.
- Museo Alcázar de Colón, dedicado a la conservación, exposición y difusión de la vida de la familia Colón en la ciudad de Santo Domingo y la época virreinal.
- Museo Bellapart, museo de arte dedicado al arte dominicano desde finales del siglo XIX hasta 1960.
- Altar de la Patria, lugar donde descansan los restos de los tres padres de la patria dominicana.
- Museo Naval de las Atarazanas. Tiene como misión la conservación, exposición y difusión del patrimonio artístico sobre arqueológica subacuática nacional.
- Museo de las Casas Reales, dedicado a la época virreinal.
- Museo de Duarte, resume y muestra la historia del movimiento y lucha por la independencia.
- Museo de Historia Natural, destinado a los diferentes conocimientos relacionados con la naturaleza y su entorno, atendiendo a la biodiversidad y la ecología dominicana.
- Museo del Hombre Dominicano, destinado a la conservación, investigación, exposición y difusión del patrimonio artístico y el patrimonio inmaterial sobre antropología nacional, arqueología prehispánica y etnología nacional.
- Museo Mundo del Ámbar, tiene como misión la exposición y difusión de la explotación del ámbar nacional.
- Museo de Arte Moderno, dedicado a la conservación, investigación, exposición y difusión del patrimonio artístico sobre las artes plásticas modernas y contemporáneas nacionales.
- Museo Nacional de Historia y Geografía, está dedicado a toda la historia dominicana, desde el época precolombina hasta la época contemporánea.

## Monumentos

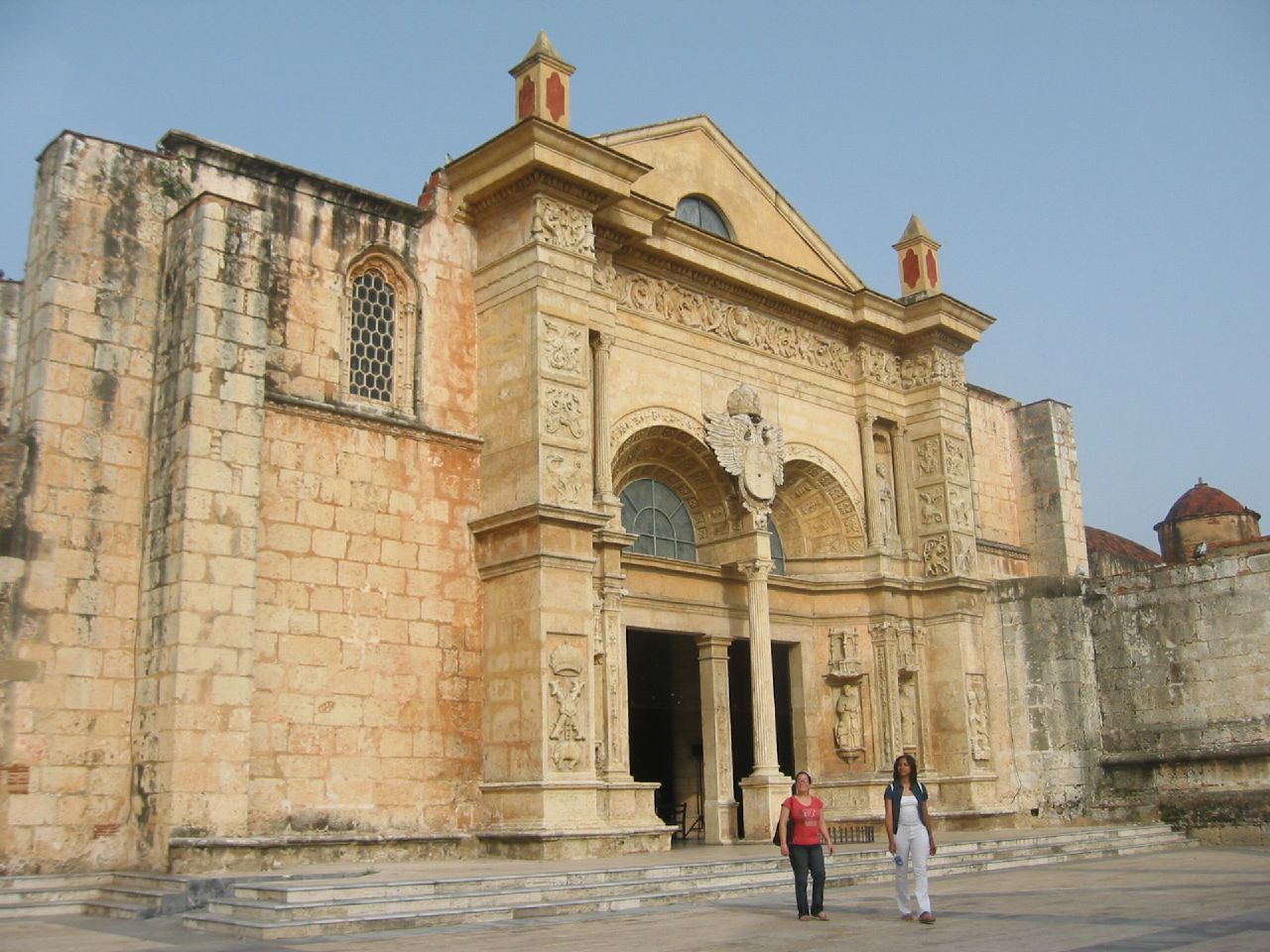
Catedral Santa María La Menor (Primada de América)

Los lugares famosos de Santo Domingo incluyen la calle El Conde, la Puerta de la Misericordia, la Catedral Santa María La Menor (Catedral Primada de América), y el Alcázar de Colón, todos ubicados en la Zona Colonial de la ciudad. Esta parte fue declarada por la UNESCO Patrimonio de la Humanidad en 1990.

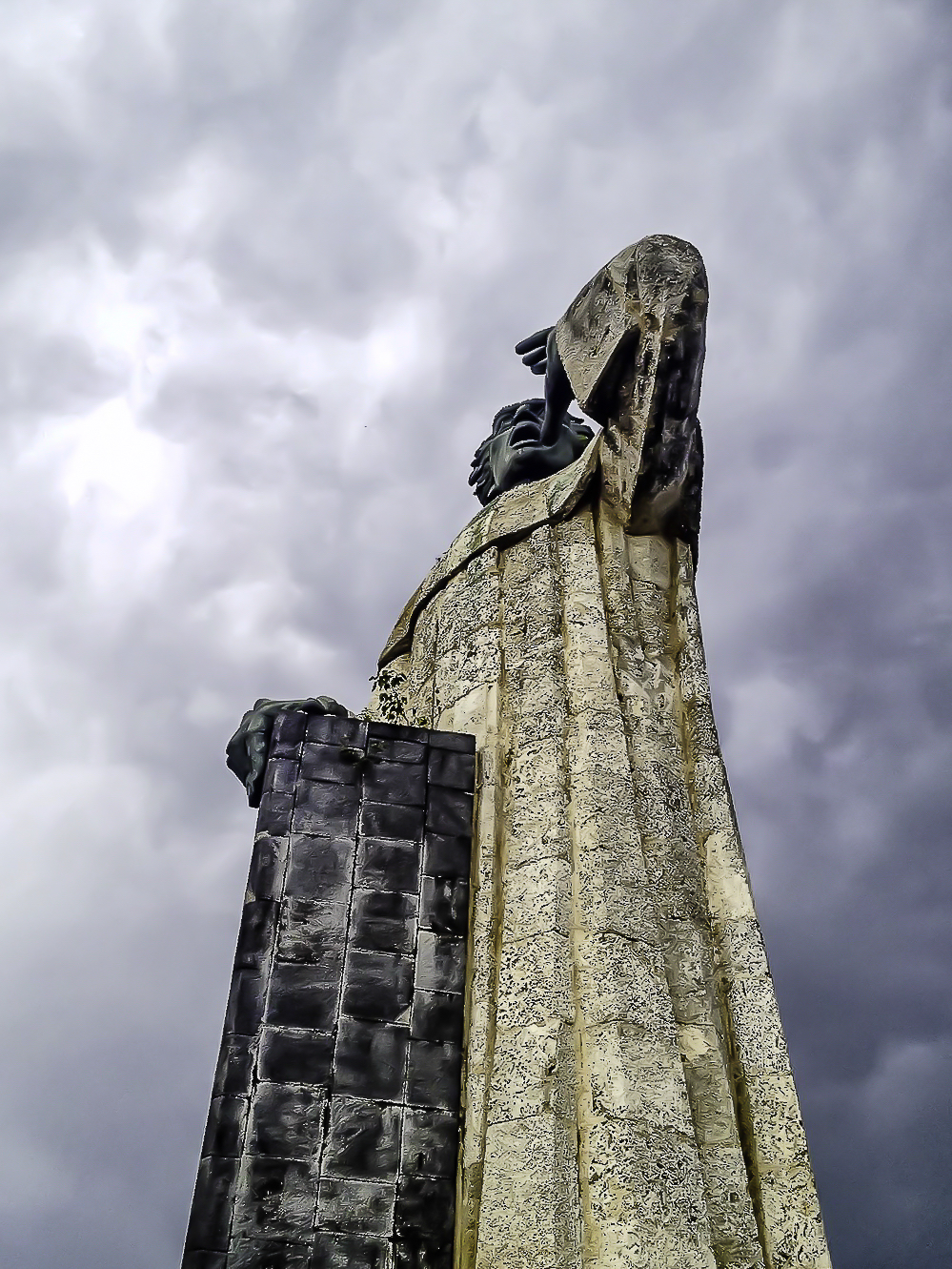
Estatua de Antonio de Montesinos.

En el centro de la ciudad, el área del Malecón es una zona comercial y centro turístico, teniendo como punto de atracción el obelisco situado en el extremo oriental de la avenida George Washington.
Otros lugares de interés son la Plaza de la Cultura, que alberga los lugares culturales más importantes de la ciudad, como el Teatro Nacional Eduardo Brito y el Museo de Arte Moderno; el Palacio de Bellas Artes, un teatro neoclásico que es la sede permanente de la Orquesta Sinfónica Nacional; el parque Mirador Sur, un parque de seis kilómetros cuadrados en la parte suroeste de la ciudad; y el bulevar 27 de Febrero, un paseo peatonal situado en la concurrida avenida 27 de Febrero, que muestra numerosas obras de arte de destacados artistas dominicanos y escultores.
Otra atracción es el Centro Olímpico Juan Pablo Duarte, un complejo deportivo en pleno centro de Santo Domingo. Este complejo fue utilizado para celebrar los Juegos Panamericanos de 2003.

## Parques y áreas recreativas

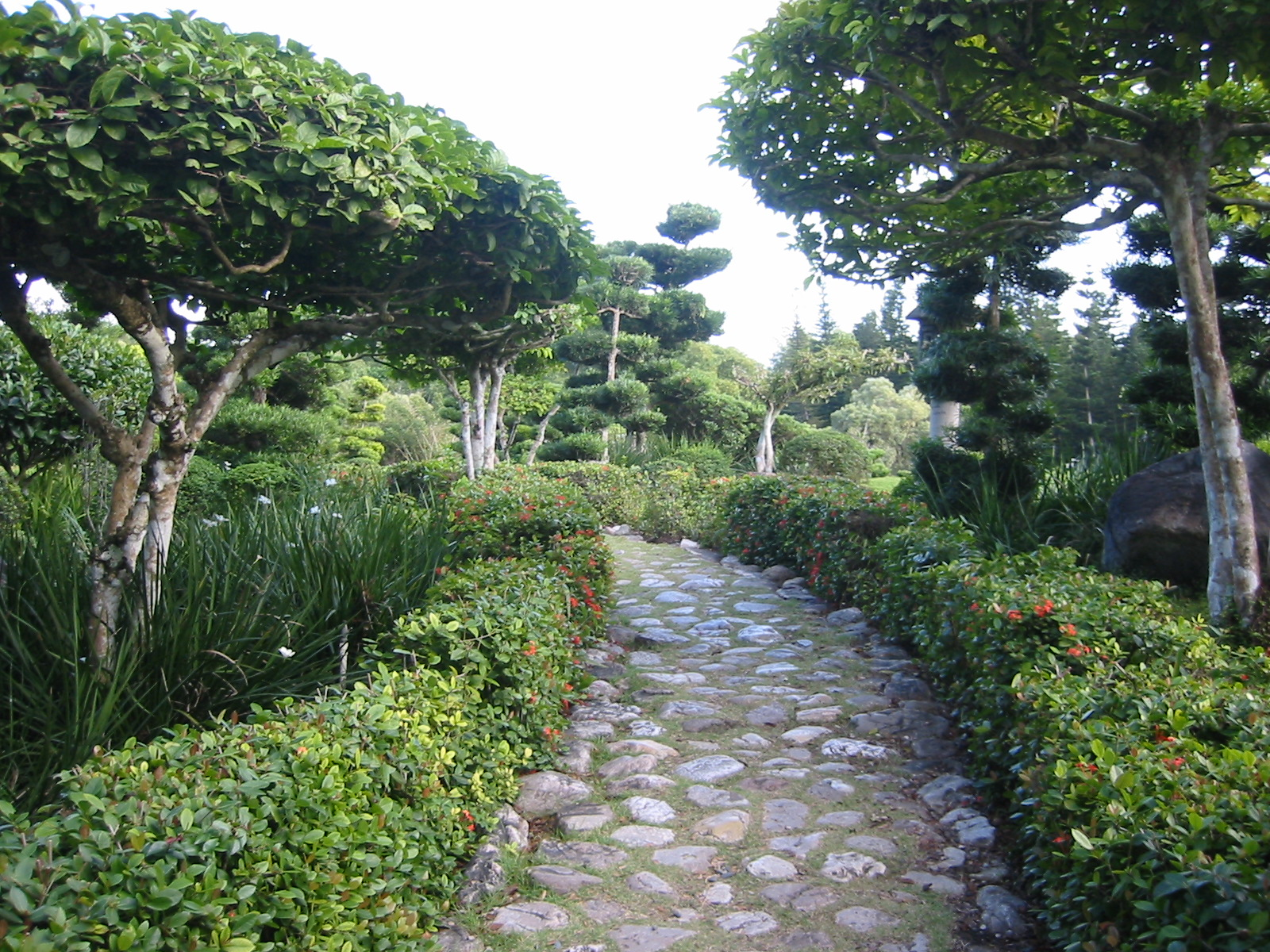
Jardín botánico nacional de Santo Domingo

Santo Domingo tiene varios parques, tres de los cuales son Miradores y se localizan en el norte, sur y este de la ciudad, respectivamente. A pesar de que estos parques son relativamente grandes, Santo Domingo aún carece de suficientes áreas de esparcimiento. El Distrito Nacional está rodeado por el Cinturón Verde de Santo Domingo. Algunos parques y lugares recreativos son:
- Parque Enriquillo
- Parque Mirador Sur, ubicado en la sección suroeste de la ciudad
- Parque Mirador del Norte
- Parque Independencia, lugar donde se dio la independencia del país ubicado en la Zona Colonial
- Parque Colón, dedicado al Descubrimiento ubicado en la Zona Colonial
- Parque Metropolitano Las Praderas
- El Malecón
- Jardín botánico nacional
- Parque zoológico nacional
- Barrio Chino de Santo Domingo
- Parque Núñez de Cáceres
- Parque Iberoamérica

## Medios de comunicación

### Televisión
En Santo Domingo hay 15 estaciones de televisión (tanto en UHF y VHF). La ciudad tiene el mayor número de señales de televisión en el país, seguida por Santiago.
VHF
- Tele Antillas (canal 10)
- RTVD 4 (canal 4)
- Telemicro (canal 5)
- Canal del Sol (canales 6 y 65 )
- Antena 7 (canal 7)
- Color Visión (canal 9)
- Telesistema (canal 11)
- Telecentro (canal 13)

UHF
- Digital 15 (canal 15)
- Quisqueya TV (canal 17)
- Cinevisión (canal 19)
- Antena 21 (canal 21)
- Telefuturo (canal 23)
- Telemedios dominicanos, S.A. (canal 8)
- RNN Canal 27  (canal 27)
- Teleuniverso (canal 29)
- Telemicro Deportes (canal 31)
- Supercanal (canal 33)
- Catorce tv' (canal 14)
- CDN (canal 37)
- Coral39 (canal 39)
- Televida canal 41 (canal 41)
- Teleradio América (canal 20 )
- Amé18 (canal 18)
- Sistesur(canal 49)
- TNI (canal 51)
- RNN2  (canal 26)
- ECOS57 ' (canal 57)
- Mango TV (canal 59)
- AHORA TV (canal 3)
- Digital Visión (canal 63)
- CDN Deportes (canal 36)
- Santo Domingo TV (canal 16)

Los canales adicionales de TV por cable son proporcionados por compañías como Aster, Cable TV Dominicana, SKY, Exitovision, WIND Telecom, Claro Tv.

### Radio
En Santo Domingo existen alrededor de 100 estaciones radiales en frecuencia AM y FM.
FM
- Primera (88.1)
- Los 40 (88.5)
- Escape (88.9)
- Sentido (89.3)
- Renuevo (89.7)
- Fuego 90 (90.1)
- Estrella 90 (90.5)
- Radio Francia Internacional (90.9)
- La 91 (91.3)
- La Rocka (91.7)
- Hits 92 (92.1)
- CDN Radio (92.5)
- Pura Vida (92.9)
- Independencia (93.3)
- Ultra  (93.7)
- Fidelity (94.1)
- KQ (94.5)
- Radio Educativa Dominicana (95.3)
- La Nota (95.7)
- Quisqueya (96.1)
- Ritmo (96.5)
- Panorama FM (96.9)
- Radio Disney (97.3)
- Estación (97.7)
- Radio Amanecer (98.1)
- Rumba (98.5)
- Dominicana (98.9)
- Alofoke FM (99.3)
- Be (99.7)
- La 100.1 (100.1)
- Cima (100.5)
- Super Q (100.9)
- Z 101 (101.3)
- Top Latina (101.7)
- La X 102 (102.1)
- Escándalo (102.5)
- Raíces (102.9)
- Space FM (103.3)
- Power (103.7)
- Caliente (104.1)
- Mixx (104.5)
- Mortal (104.9)
- Vida (105.3)
- La Bakana (105.7)
- Disco 106 (106.1)
- Zol (106.5)
- La Voz de las Fuerzas Armadas (106.9)
- La Kalle (107.3)
- Super 7 (107.7)

AM
- Radio abc (540)
- Radio cristal (570)
- Radio Santo Domingo (620)
- Radio universal (650)
- Mixx (690)
- HIZ (730)
- Radio Global (760)
- La voz del trópico (790)
- HIJB AM (830)
- Radio clarín (860)
- Radio continental (890)
- Radio 920 AM (920)
- Radio popular (Circuito Corporán) (950)
- Radioemisora La Voz Cultural de las Fuerzas Armadas (980)
- Radio Cadena Comercial (1010)
- CDN Radio (1040)
- PIO Deportes (Cadena Sur, Radio RPQ) (1080)
- Radio Metro (Politiro) (1120)
- Onda Musical HIAS AM (1150)
- Radio mil (1180)
- Radio Ven Voz Evangelizadora (1210)
- Radio Bemba (1220)
- Radio Visión (1260)
- Cadena Espacial (1280)
- Radio TRA (1300)
- Radio Visión Cristiana Internacional (1330)
- Radio Listín (1360)
- Radio Impactante (1440)
- Radio villa (1480)
- Radio pueblo (1510)
- Radio Cadena Comercial (1540)
- Radio amanecer (1570)
- Radio Revelación en América (1600)

### Servicio telefónico e internet
Codetel (Compañía Dominicana de Teléfonos) era originalmente la proveedora del servicio telefónico en la República Dominicana desde 1930. Más tarde la compañía fue adquirida por GTE (después Verizon). En 2004 la compañía fue nombrada como Verizon Dominicana y luego fue vendida a América Móvil, que la renombró nuevamente Codetel, como una estrategia de marketing. La compañía utilizaba el nombre de Claro para su división de telefonía celular, hasta el 2011, fecha en que unificaron las marcas. La segunda empresa en servicios de teléfonos residenciales es Altice y Viva que se especializan en telefonía móvil.
Los códigos de área nacionales son 809, 829 y 849. En 2005 el código de área 829 se creó tras agotarse el 809, debido al aumento de fax, móviles y líneas de teléfonos en la última década. La República Dominicana utiliza +1-809-XXX-XXXX y +1-829-XXX-XXXX como formato oficial para los números de teléfono.
A finales de mayo de 2009, el INDOTEL planteó la idea de introducir un nuevo código de área (849), con el fin de aumentar la disponibilidad de números de línea en el país. El nuevo código de área entró en vigencia en febrero de 2010.
.do es el dominio de Internet para la República Dominicana. El país tiene un estimado de 2 millones de usuarios de Internet.

## Deportes

### Béisbol
El béisbol es el deporte más popular en todo el país. En Santo Domingo funcionan dos de los seis equipos de la Liga Dominicana:
- Tigres del Licey, fundado en 1907, ganador de 23 campeonatos nacionales desde 1951. Equipo nacional con más antigüedad, ganador de más Series del Caribe con 10, haciendo a la República Dominicana el país con más series del Caribe ganadas.

- Leones del Escogido, fundado en 1921, ganador de 16 campeonatos nacionales desde 1951. Es el tercer equipo con más campeonatos ganados. El equipo posee 4 títulos ganados en la Serie del Caribe.

Estos dos equipos tienen su sede en el Estadio Quisqueya, ubicado en el Ensanche La Fe.

### Baloncesto
En Santo Domingo se realiza cada año el Torneo de Baloncesto Superior del Distrito Nacional, donde varios equipos participan representado sectores y clubes sociales de la ciudad.
Algunos de los equipos que participan en este torneo son:
- Millon Yireh
- Arroyo Hondo
- Calero de Villa Duarte
- Los Mina
- Los Prados
- Mauricio Báez
- Mejoramiento Social (BAMESO)
- Naco
- San Carlos
- San Lázaro
- Villa Francisca
- Huellas del Siglo, Cristo Rey

- La Tablita
- Alma Rosa 2

### Clubes deportivos

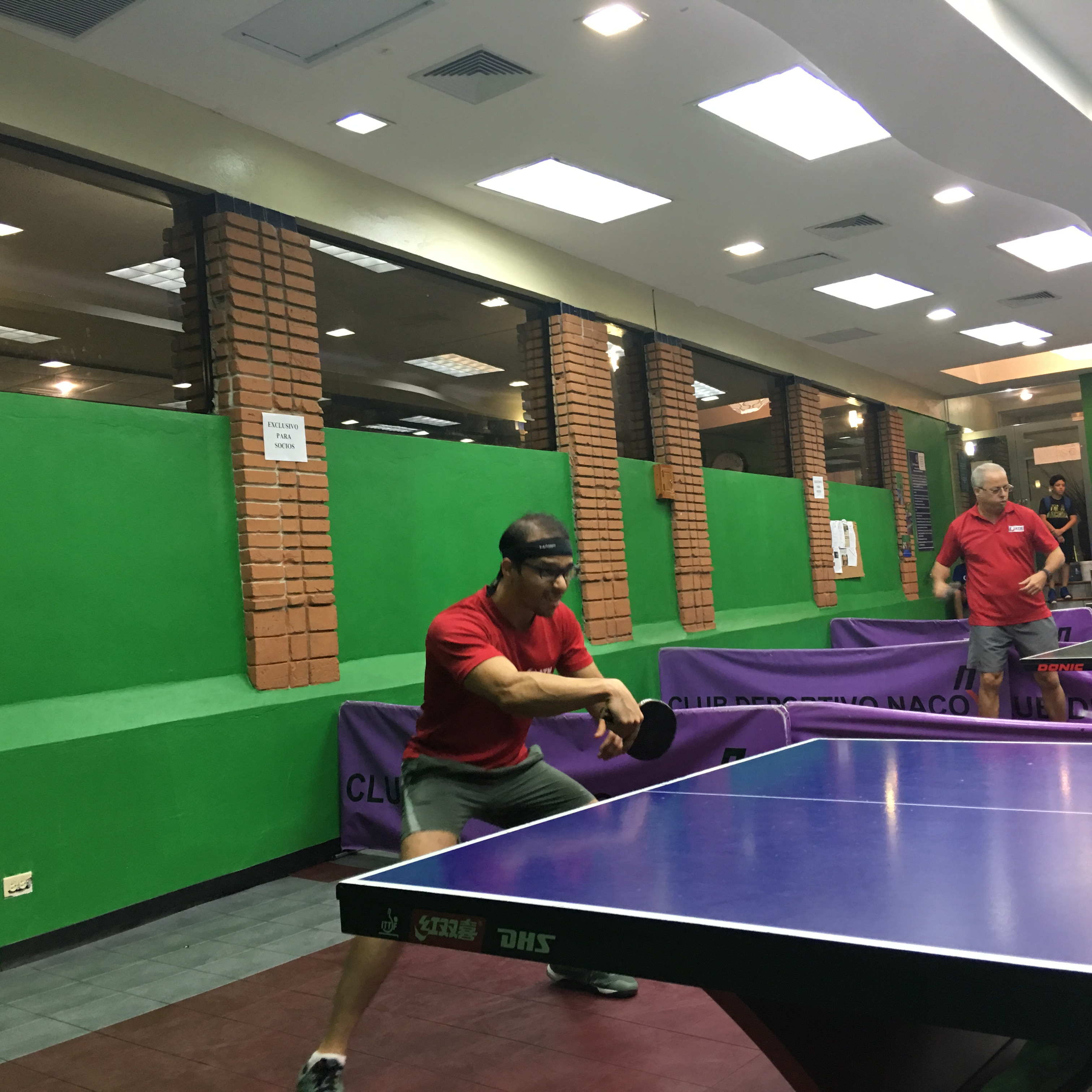
Ping-pong en el Club Naco

- Club Arroyo Hondo
- Club Casa de España
- Club cultural de Villa Francisca
- Club Los Mina
- Club Los Prados
- Club Mauricio Báez
- Club Naco
- Club Paraíso
- Club San Carlos
- Club San Lázaro
- Club Santo Domingo
- Club Nuevo Horizonte

| Predecesor: Winnipeg         | Ciudad Panamericana 2003               | Sucesor: Río de Janeiro |
| Predecesor: Ciudad de Panamá | Ciudad Centroamericana y Caribeña 1974 | Sucesor: Medellín       |
| Predecesor: San Salvador     | Ciudad Centroamericana y Caribeña 2026 | Sucesor:                |

| Predecesor: Asunción | Capital Americana de la Cultura 2010 | Sucesor: Quito |

## Hermanamientos
Santo Domingo tiene 34 ciudades hermanas designadas por Sister Cities International:
- Asunción, Paraguay.
- Berna, Suiza.
- Bogotá, Colombia.
- Buenos Aires, Argentina.
- Cáceres, España.[15]
- Caracas, Venezuela.
- Ciudad de México, México.
- Condado de Miami-Dade, Florida, Estados Unidos.
- Curitiba, Brasil.
- Haifa, Israel.
- La Guardia, España.[16]
- La Habana, Cuba.
- La Muela, España.
- Lima, Perú.
- Madrid, España.
- Managua, Nicaragua.
- Manaos, Brasil.[17]
- Miami, Florida.
- Milán, Italia.
- Moscú, Rusia.
- Ciudad de Nueva York.
- Ciudad de Panamá, Panamá.
- Pekín, China.
- Pontevedra, España.[16]
- Quito, Ecuador.
- San Agustín, Florida, Estados Unidos.
- San Juan, Puerto Rico.
- San Salvador, El Salvador.
- Santa Cruz de Tenerife, España.
- Sarasota, Estados Unidos.
- Seúl, Corea del Sur.
- Sucre, Bolivia.
- Taipéi, Taiwán.
- Toronto, Canadá.

## Otros datos
- La ciudad se construyó originalmente en el margen oriental del río Ozama, luego debido a la destrucción producto de un huracán, se trasladó a la parte occidental. Desde finales del siglo XX, la ciudad ocupa ambos márgenes.
- Santo Domingo es conocida como la Ciudad primada de América, por ser el primer asentamiento europeo en la época colonial.
- En enero de 1936 Santo Domingo fue rebautizada como Ciudad Trujillo en honor al dictador Rafael Leónidas Trujillo, retornando a su denominación previa en noviembre de 1961.
- El 16 de julio de 1977 la ciudad fue sede del primer y único Miss Universo celebrado en la República Dominicana.
- En octubre de 1992 la ciudad recibió la visita del papa Juan Pablo II, con motivo del V Centenario del Descubrimiento de América.
- El 11 de octubre de 2002 se celebró un torneo de la NBA entre Minnesota Timberwolves y Miami Heat en el Palacio de los Deportes Vigilio Travieso Soto.
- Del 1 al 17 de agosto de 2003 fueron celebrados los 14.º Juegos Panamericanos
- El 7 de marzo de 2008 se celebró la XX Cumbre del Grupo de Río
- En marzo de 2009 la ciudad fue designada por el Buró Internacional de Capitales Culturales como Capital Americana de la Cultura 2010.[18]